# 二居ダム
二居ダム（ふたいダム）は、新潟県南魚沼郡湯沢町、信濃川水系清津川に建設されたダム。高さ87メートルのロックフィルダムで、電源開発（Jパワー）の大規模揚水式水力発電所、奥清津発電所ならびに奥清津第二発電所の下池を形成。上池・カッサダム（田代湖）との間で水を往来させ、最大160万キロワットの電力を発生する。

## 歴史
日本最長の河川・信濃川は、長野県を過ぎて以降、新潟県を流れる間にも多くの支流を合流させている。山間部は豪雪地帯で地形的にも急流であることから多くの水力発電所を抱えており、戦後発足した電源開発もまた信濃川水系において電源開発事業を手がけている。同社は1960年代、信濃川水系黒又川にて黒又川第一・第二ダムを完成させ、1970年代に入ると清津川上流部に大規模な揚水発電所の建設を計画した。長野県との境、苗場山に端を発し信濃川に注ぐ清津川と、その支流・カッサ川にそれぞれダムを建設し、その標高差を利用して100万キロワットの電力を発生するものである。工事は1972年（昭和47年）より着手し、1978年（昭和53年）に完成した。
その後、発電能力をさらに60万キロワットも増強させる奥清津第二発電所の増設工事が始まり、1996年（平成8年）に完成。最大出力は合計で160万キロワットとなり、日本屈指の規模を誇る揚水発電所となった。

## 周辺
関越自動車道・湯沢インターチェンジから苗場スキー場方面に向かう国道17号の途中に奥清津発電所への道が分岐している。山腹に大きく「OKKY」の4文字が現れたら、間もなく入るトンネルを抜けると二居ダム直下・奥清津発電所に到着する。Okky（オッキー）とは奥清津発電所の愛称であり、同発電所オリジナルの愛嬌あるマスコットキャラクターが出迎えてくれる。
電力会社各社は広報のため発電所の付近にピーアールのための施設を設け、見学会などを催していることが多い。そんな中、ここ奥清津では発電所建屋がそのままピーアール館・Okkyミュージアムになっており、無料かつ事前申し込み手続きも不要で発電所内を見学できるのが特色。所員の引率なしにして本物の機器を間近で見られる機会は貴重である。同館は4月から11月までの期間、毎週月曜日を除き9時30分から17時まで開館している。
二居ダムの頂上からは上流へと延びる青々とした湖や、ダム直下に並ぶ水色一色の電力機器が見える。周辺にはかぐらスキー場や苗場スキー場などスキー場が多い。国道17号沿いの田代ステーションと、かぐらスキー場の田代ゲレンデとを結ぶ田代ロープウェイからは、二居ダムも含め奥清津発電所の全景を一望できる。なお、二居ダムと対になるカッサダムは一般の立ち入りが制限されている。
二居ダム下流の清津川は上信越高原国立公園に指定されている名勝・清津峡がある。国土交通省はここに清津川ダムを建設することを計画していたが、公共事業見直しに伴い中止したダム事業の一つとなった。

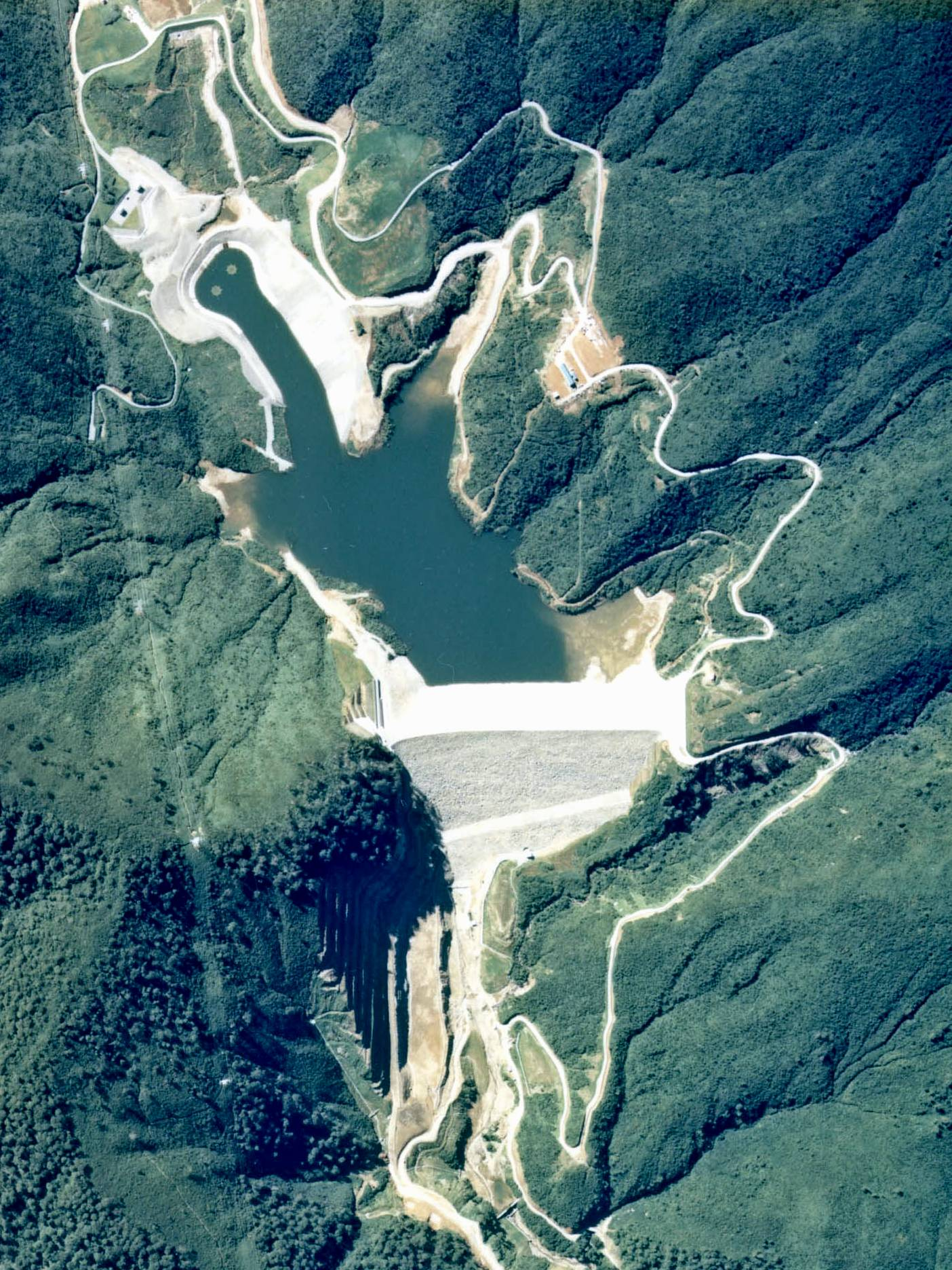
上池・カッサダム
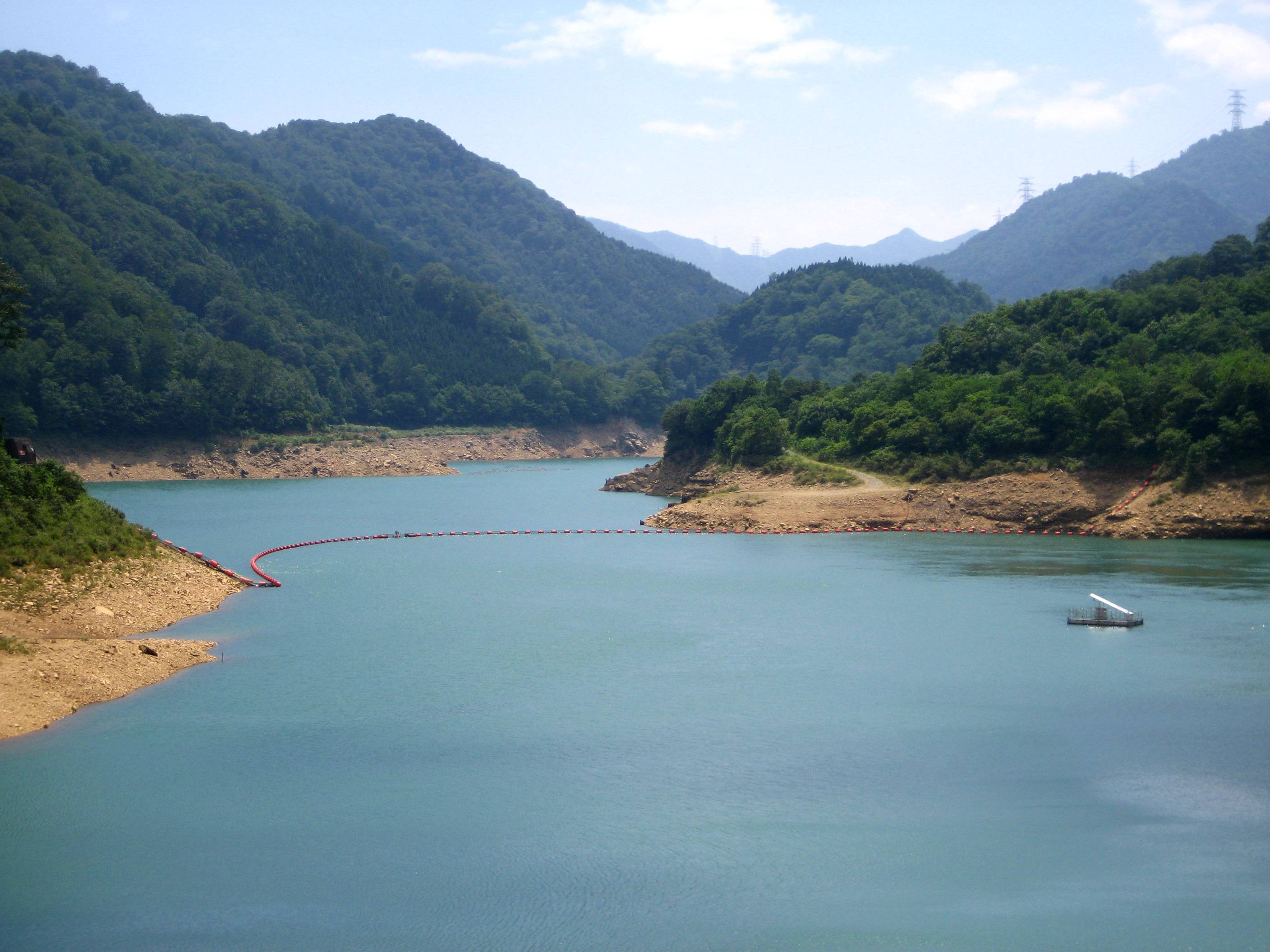
二居調整池
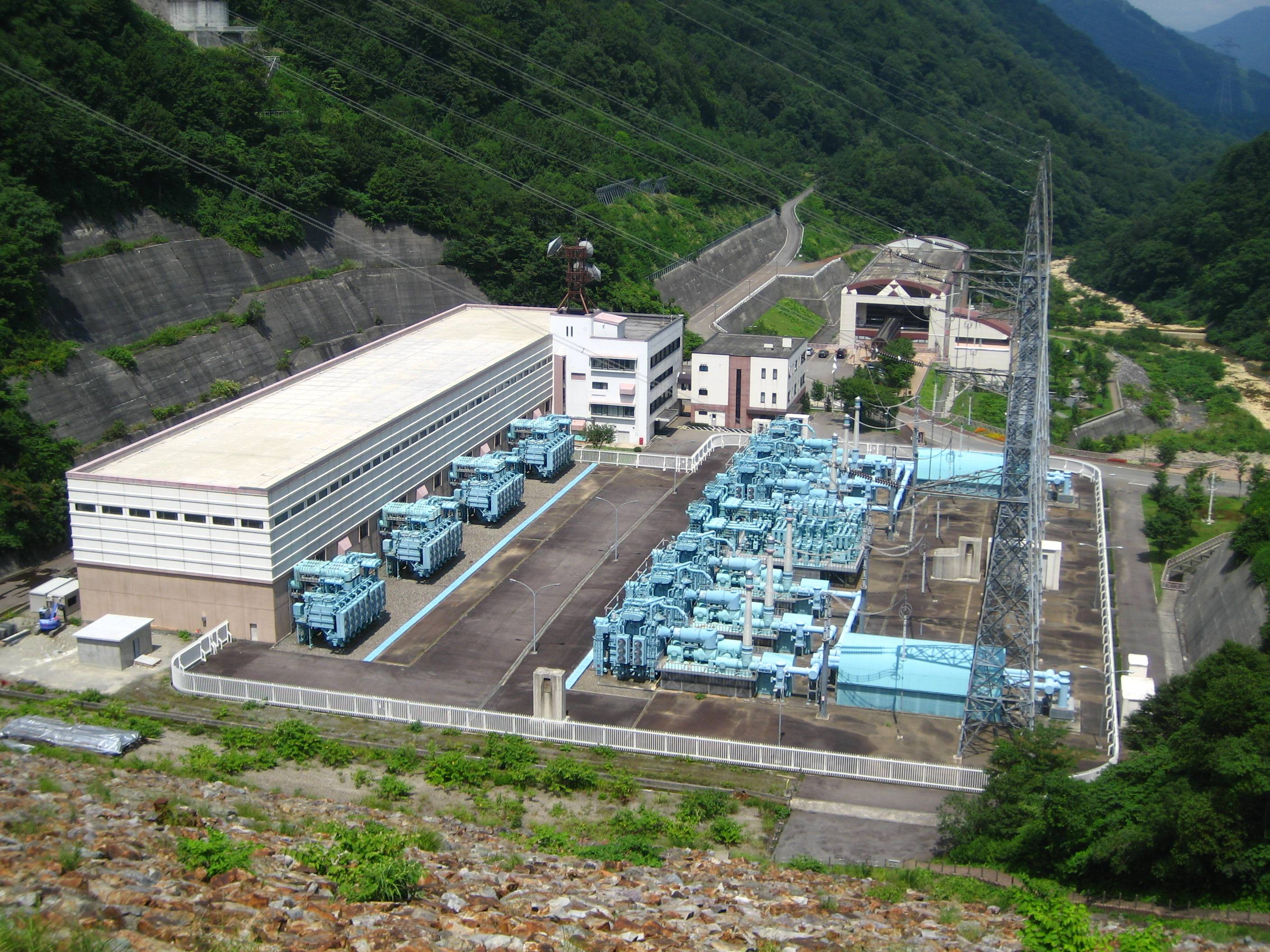
奥清津発電所外観
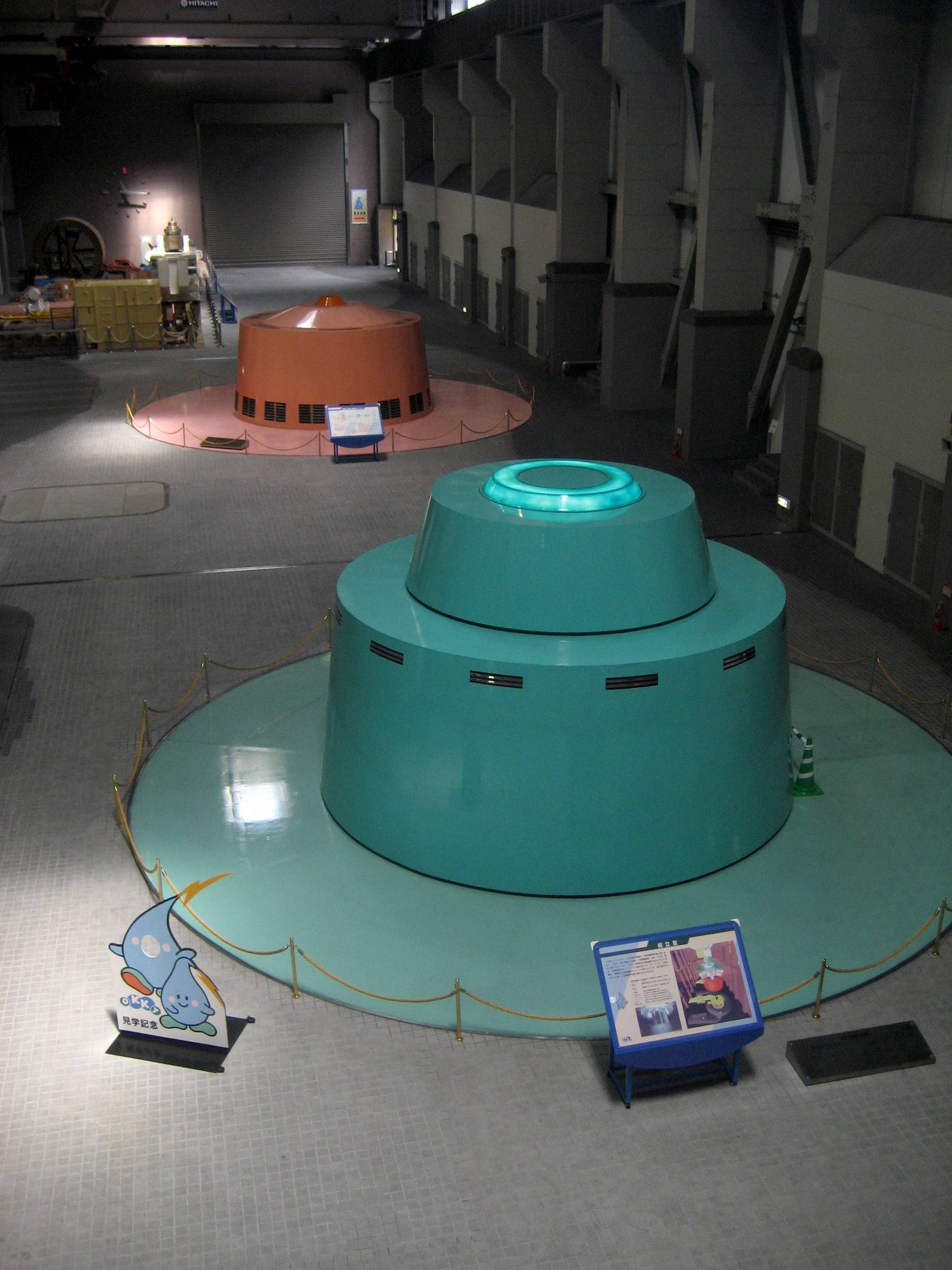
奥清津第二発電所（Okkyミュージアム）内部
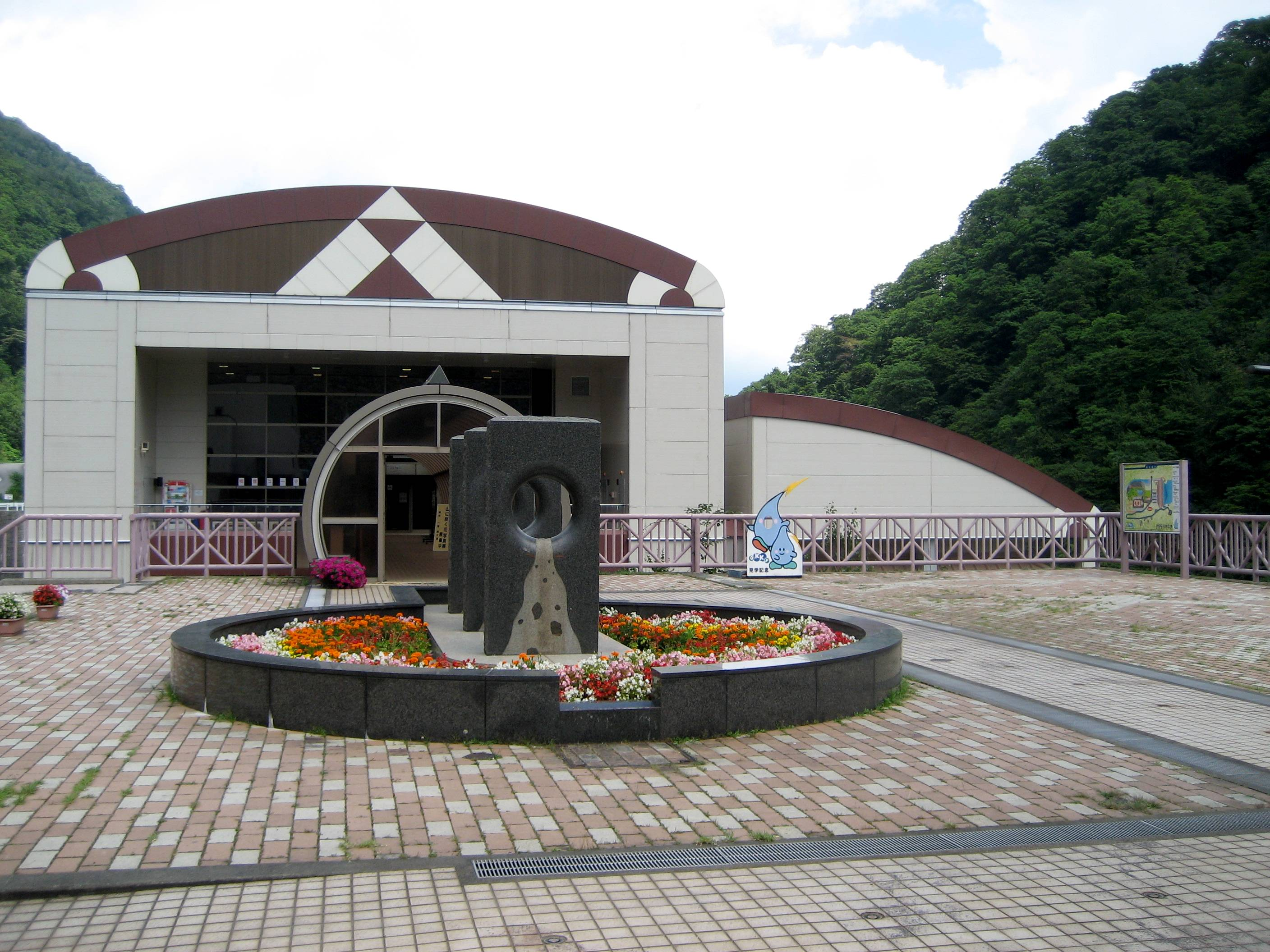
Okkyミュージアム
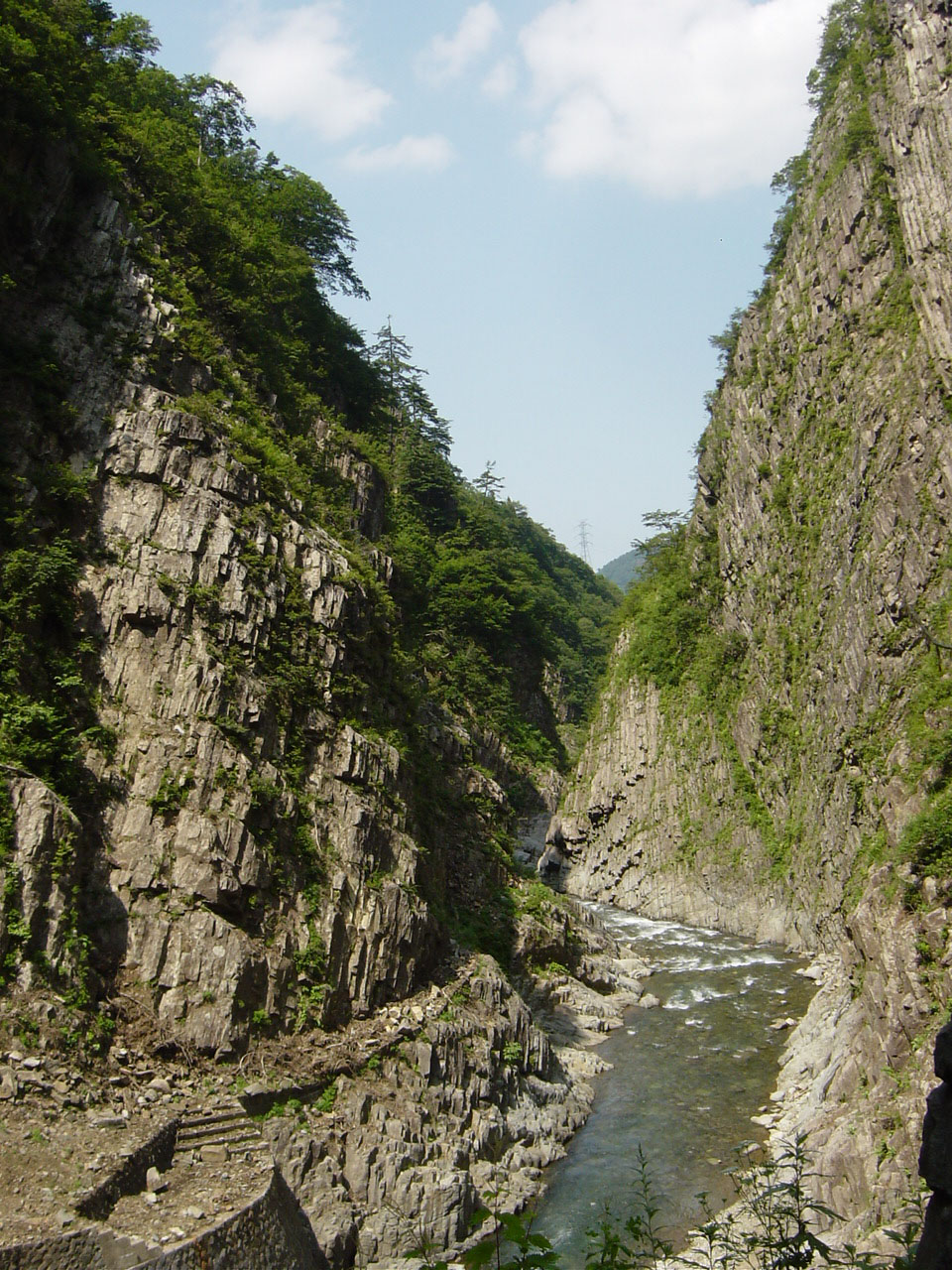
夏の清津峡